# Ardit Gjebrea
Ardit Gjebrea, född 7 juni 1963 i Tirana, är en albansk sångare, låtskrivare, producent och värd. Gjebrea är värd för den populära musikaliska festivalen Kënga Magjike, som han har lett sedan festivalens start 1999. Han har också varit med som deltagare i en annan populär musikfestival, Festivali i Këngës, 1991 vann han med låten "Jon" och 1995 vann han med låten "Eja".

## Karriär

### Som artist
Gjebrea föddes i Albaniens huvudstad Tirana, och började sjunga som barn, vid fem års ålder. Han uppträdde under många festivaler för barn, där han sjöng populära låtar som "I ëmbël zëri i gjyshës" och "Balladë për pionierin dëshmor". 17 december 1991 nådde han sin karriärs genombrott, då han vann den populära musiktävlingen Festivali i Këngës med låten "Jon". 1995 gjorde han om bedriften då han vann tävlingen för andra gången, med låten "Eja". 

### Som värd
Under sin karriär har Gjebrea varit värd för flera populära tävlingar och TV-program, såsom TeleBingo, Miss- och Mister Albanien, Kënga Magjike och E diela shqiptare.

### Fotnoter
1. ↑  ”E diela Shqiptare”. Tvklan.al. Arkiverad från originalet den 1 september 2010. https://web.archive.org/web/20100901034012/http://www.tvklan.al/on_air.php?id=8.